# Born of Osiris
Born Of Osiris — американская прогрессив-дэткор-группа из Чикаго, штат Иллинойс, США. Группа сменила несколько названий, таких как Diminished (2003—2004), Your Heart Engraved (2004—2006) и Rosecrance (2006—2007), прежде чем в 2007 году остановилась на современном, связанным с именем древнеегипетского божества Осириса и легендой о его сыне Горе. Группа подписана на лейбле Sumerian Records, выпустив на нём пять альбомов.

## История
В ранние годы группа была частью чикагской металкор-сцены, наряду с также ныне успешными группами Veil of Maya, Monsters, Oceano и For All I Am. Будучи известными как Diminished, в 2003 году коллектив выпустил 5-песенное демо Your Heart Engraved These Messages. Из его названия было образовано новое имя группы — Your Heart Engraved. Под ним в 2004 году был записан второй демо-ЕР Youm Wara Youm. В то же время ребята записали сатирическую песню «During» в стиле рэп. В 2006 году группа меняет название на Rosecrance и записывает одноимённое демо и вторую шутливую рэп-песню «Hope You Die» . После смены название на Born of Osiris группа записывает песню «Narnia», позже переименованная в «The Takeover» на ЕР The New Reign. Этот релиз ознаменовал новый вектор звучания группы, представленный отходом от металкора и сатирического рэпа в пользу дэткора. Мини-альбом был выпущен на Sumerian Records, с которым незадолго до этого группа подписала контракт .
В 2008 и 2009 годах группа отыграла на различных фестивалях в рамках Summer Slaughter Tour и Music as a Weapon Tour 4. В 2009 году она участвует как хедлайнер в The Night of the Living Shred Tour наравне с All Shall Perish, After the Burial, Caliban и Suffokate. Born of Osiris также поддержали Hatebreed в Decimation of the Nation Tour 2 вместе с Cannibal Corpse, Unearth и Hate Eternal.
7 июля 2009 года выходит первый полноформатный альбом A Higher Place, записанный в январе-апреле того же года. Он достигает 73 места в чарте Billboard 200.
Декабрь 2009 года ознаменовал собой приход в группу гитариста All Shall Perish Джейсона Ричардсона. Вместе с ним Born of Osiris записали свой второй альбом The Discovery, который вышел 22 марта 2011 года и дебютировал на 83 месте Billboard 200.
21 декабря 2011 года Ричардсон без предварительного предупреждения был выгнан из группы, однако официальный анонс состоялся только спустя 3 недели. Музыкант сразу присоединился к дэткор-группе Chelsea Grin, в которой уже некоторое время являлся концертным участником, и написал ответное разгромное заявление в сторону бывшей группы, обвинив некоторых её членов в увлечении алкоголем и наркотиками.
25 июня 2013 года через официальный YouTube-канал Sumerian Records была выпущена новая песня «M∆chine». Она стала первым синглом с четвёртого студийного альбома Tomorrow We Die ∆live, который вышел 20 августа.
23 октября 2015 года состоялся релиз альбома Soul Sphere.
24 февраля 2017 года вышел второй официальный ЕР The Eternal Reign, в котором представлены переосмысленные и перезаписанные песни с ЕР The New Reign.
В 2018 Born of Osiris стали участниками Summer Slaughter Tour. 16 июля 2018 они выпустили сингл «Silence the Echo» и анонсировали уход басиста Дэвида Да Роха, участвовавший в записи всех релизов группы, выпущенных на Sumerian Records. Его заменил Ник Росси из In Motives.
В ноябре группа выпустила второй сингл «The Accursed» и анонсировала новый альбом The Simulation, который вышел 11 января 2019.
1 марта 2024 года клавишник Джо Бурас объявил о своем уходе после двадцатилетнего сотрудничества с группой.

## Состав
Нынешний состав
- Кэмерон Лош — ударные (2003-настоящее время)
- Ронни Каницаро — ведущий вокал (2003-настоящее время)
- Ник Росси — бас-гитара (2018—настоящее время), ритм-гитара (2021-настоящее время)

Бывшие участники
- Трэвор Халберт — ведущий вокал (2003)
- Майк Мансебо — клавишные (2003)
- Джо Бурас – клавишные, бэк-вокал (2003–2024)
- Джо Филлипс — гитара (2003)
- Майк Шанахан — гитара (2003—2007)
- Джоэль Негус — гитара (2004—2007)
- Мэтт Пантелис — гитара (2007—2008)
- Джейсон Ричардсон — соло-гитара (2009—2011)
- Остин Краузе — бас-гитара (2003—2004)
- Дэн Лаабс — бас-гитара (2004—2007)
- Дэвид Да Роча — бас-гитара (2007—2018)

Сессионные музыканты
- Тосин Абаси — гитара (2009)
- Ли Эванс — гитара (2009, 2012—2013)

## Дискография
Альбомы
| 2009                                                           | A Higher Place - Выпущен: 7 июля 2009 - Лейбл: Sumerian - Форматы: CD, digital download                | 73 | 8  | 27 | 10 |
| 2011                                                           | The Discovery - Выпущен: 22 марта 2011 - Лейбл: Sumerian - Форматы: CD, digital download               | 87 | 17 | 23 | 6  |
| 2013                                                           | Tomorrow We Die ∆live - Выпущен: 20 августа 2013 - Лейбл: Sumerian - Форматы: CD, LP, digital download | 27 | 8  | 10 | 3  |
| 2015                                                           | Soul Sphere - Выпущен: 23 октября 2015 - Лейбл: Sumerian - Форматы: CD, LP, digital download           | 67 | 6  | 3  | 2  |
| 2019                                                           | The Simulation - Выпущен: 11 января 2019 - Лейбл: Sumerian - Форматы: CD, LP, digital download         | —  | 3  | 46 | 13 |
| 2021                                                           | Angel or Alien - Выпущен: 2 июля 2021 - Label: Sumerian - Форматы: CD, LP, digital download            | —  | —  | —  | —  |
| «—» означает отсутствие альбома в чартах на данной территории. | |    |    |    |    |

Мини-альбомы
- The New Reign (2007)
- The Eternal Reign (2017)

Демозаписи
- Your Heart Engraved These Messages (2003) (как Diminished)
- Youm Wara Youm (2004) (как Your Heart Engraved)
- Rosecrance (2006) (как Rosecrance)
- Narnia (2007) (появляется под названием «The Takeover» на EP The New Reign)

Клипы
| Год  | Альбом                | Название               | Режиссёр         |
| ---- | --------------------- | ---------------------- | ---------------- |
| 2008 | The New Reign         | Open Arms to Damnation | Ori Kairy        |
| 2010 | A Higher Place        | Now Arise              | David Brodsky    |
| 2011 | The Discovery         | Recreate               | Andrew Pulaski   |
| 2012 | The Discovery         | Follow the Signs       | Andrew Pulaski   |
| 2013 | Tomorrow We Die ∆live | M∆chine                | н/д              |
| 2013 | Tomorrow We Die ∆live | Divergency             | н/д              |
| 2015 | Soul Sphere           | Illuminate             | Ramon Boutviseth |
| 2016 | Soul Sphere           | The Other Half of Me   | Ramon Boutviseth |
| 2017 | The Eternal Reign     | Empires Erased         | Sam Leabo        |
| 2018 | The Simulation        | The Accursed           | Steven Contreras |
| 2019 | The Simulation        | Cycles of Tragedy      | Steven Contreras |